# 생태학적 덫
생태학적 덫(ecological trap)이란 생물이 서식지 선택 과정에서 더 낮은 질의 서식지를 선택하게 되는 상황을 말한다. 이는 생물이 서식지를 선택할 때는 몇 가지 단서(cue)에 의존한다는 데에서 비롯하는데, 낮은 질의 서식지가 높은 질을 암시하는 단서를 가지거나, 반대의 경우로 높은 질의 서식지가 그것을 충분히 반영하는 단서를 가지지 못할 때 나타날 수 있다. 생태학적 덫의 주요한 근본 원인 중 하나는 빠른 환경 변화로 인해 실제 서식지의 질과 단서의 암시가 일치하지 않게 되는 것이다.
생태학적 덫은 인간에 의해서 나타날 수도 있는데, 예를 들자면 인간에 의해 형성된 경관은 일부 종들에게 풍부한 먹이, 은신처 등의 이점을 제공해 줄 수 있으나, 인간 활동의 영향(자동차, 교통 소음, 오염 등)으로 인해 실제로는 적응도가 더 낮아지게 되어 위와 같은 이점에 의해 인간 주위의 서식지를 선택한 종들에게 이 생태계는 생태학적 덫으로 작용할 수 있다는 것이다.